# Meteoriopsis straminea
Meteoriopsis straminea är en bladmossart som beskrevs av Brotherus och Jean Édouard Gabriel Narcisse Paris 1909. Meteoriopsis straminea ingår i släktet Meteoriopsis och familjen Meteoriaceae. Inga underarter finns listade i Catalogue of Life.